# Cú lùn Pernambuco
Glaucidium mooreorum là một loài chim trong họ Strigidae.